# Apil-Sin
Apil-Sin byl čtvrtým králem Babylónu 1. dynastie. Vládl přibližně v letech 1831–1813 př. n. l. Ze záznamů je evidentní jeho stavitelská činnost. Mimo jiné budoval hradby v Borsippě, v Babylonu použil na stavby chrámů i opevnění lazurit a v různých lokalitách nechal postavit chrámy bohyni Inanně. Na trůně jej vystřídal Sin-Muballit, otec významného panovníka Chammurapiho.